# 伊塔普卡
伊塔普卡是巴西南大河州的一个市镇。总面积184.249平方公里，总人口2454人，人口密度13.3人/平方公里。